# Utrechtsko gričevje
Utrechtsko gričevje (nizozemsko Utrechtse Heuvelrug) je greben nizkih peščenih gričev, ki se razteza v smeri od jugovzhoda proti severozahodu nad nizozemsko provinco Utrecht in nad delom Severne Holandije. Skupna dolžina regije je približno 50 km. Zajema površino približno 23.000 ha. Del gričevja v Severni Holandiji se običajno imenuje Het Gooi v nizozemščini.
Na jugovzhodni strani se gričevje strmo dviga iz doline Nederrijn (»Spodnji Ren«). Tukaj znameniti Grebbeberg (»gora Grebbe«) tvori mejnik (52 m visok), kjer je leta 1940 potekala bitka pri Grebbebergu kot pomemben del bitke za Nizozemsko. Najvišji vrh grebena je Amerongse Berg (»gora Amerongen«) z 68 m nadmorske višine. Na severni strani se gričevje nadaljuje do obale Gooimeerja (»jezero Gooi«).
Utrechtsko gričevje je nastalo pred 150.000 leti kot potisna morena v Wolstonski stopnji, srednjem pleistocenskem ledeniškem obdobju. Pred tem sta reki Ren in Meuse tekli severneje in ustvarjali nanose peska. Ledeniki so te usedline potiskali proti jugu in zahodu.
Po zadnji ledeni dobi se je območje zaraslo z gozdovi. V zgodovinskih časih se je prebivalstvo povečalo in gozdovi so bili izkrčeni za pašo goveda in ovac. Utrechtsko gričevje je bilo takrat večinoma pokrito z resjem in peščenimi nanosi. V 19. in 20. stoletju so velike dele gričevja ponovno zasadili z drevesi.
Utrechtsko gričevje je dalo ime:
- Utrechtse Heuvelrug, občina v južnem delu gričevja, ki je bila ustanovljena 1. januarja 2006 kot kombinacija nekdanjih občin Amerongen, Doorn, Driebergen-Rijsenburg, Leersum in Maarn .
- Narodni park Utrechtse Heuvelrug, nacionalni park v južnem delu regije, ki je bil ustanovljen 11. oktobra 2003. Obsega 6000 hektarjev.